# پوساجیک (گوموش‌حاجی‌کوی)
پوساجیک (به ترکی استانبولی: Pusacık) یک منطقهٔ مسکونی در ترکیه است که در گوموش‌حاجی‌کوی واقع شده‌است.